# Verwaltungsgebäude der Brauerei Beck
Das Verwaltungsgebäude der Brauerei Beck in Bremen-Neustadt, Ortsteil Alte Neustadt, Am Deich 18/19 und an der Bundesstraße 75, stammt von 1975. 
Das Gebäude steht seit 2019 unter bremischem Denkmalschutz.

## Geschichte

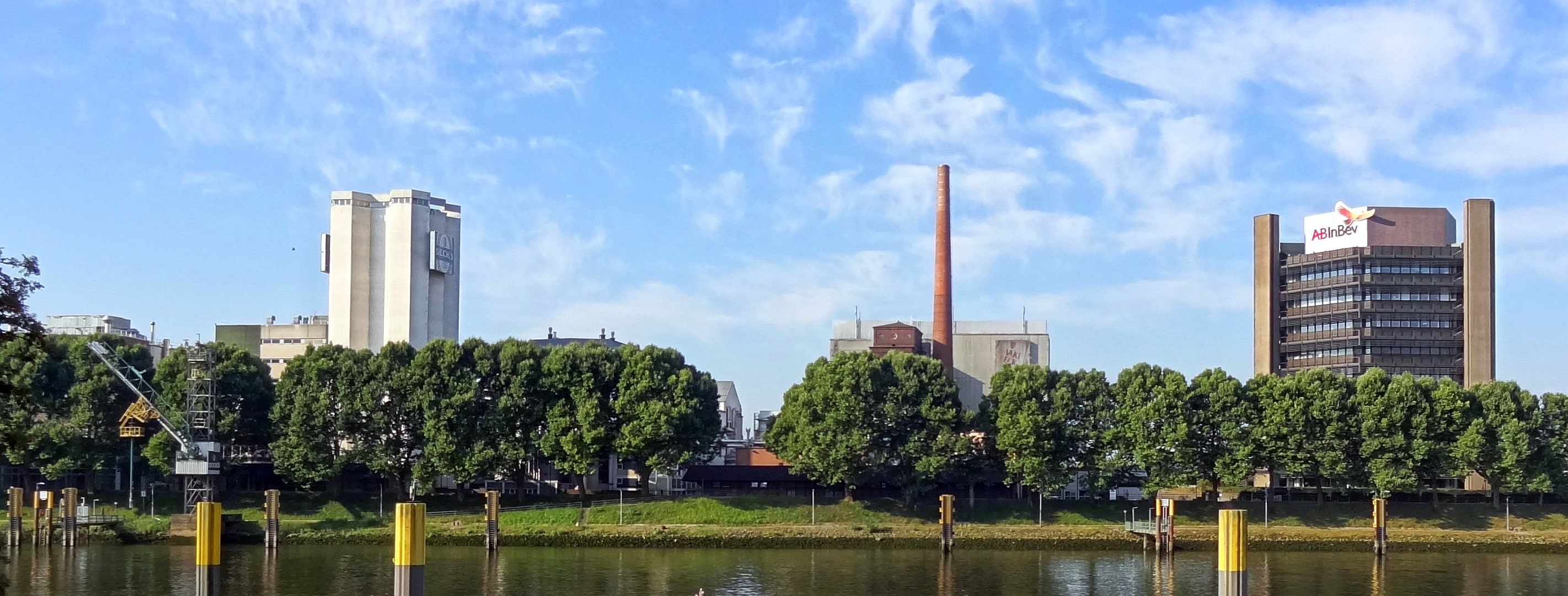
Weseransicht der Brauerei; rechts das Verwaltungshochhaus

Das 55 Meter hohe, 10-geschossige, sechseckige Gebäude wurde 1973/75 nach Plänen von Ewald Brune (Bremen) im modernen Stil für die Brauerei Beck gebaut. In dem Bau wurden für damals ca. 300 Mitarbeiter die Büros der Verwaltung geschaffen. Der Büroturm hat wie eine Spirale je drei Sektionen pro Geschoss mit 1,60 m Höhenversatz zueinander, um eine höhere Flexibilität bei der Nutzung zu erreichen. Die drei vertikalen fünfeckigen Pfeilerbauten aus Sichtbeton für Nottreppe und Luftkanäle verdecken den Versatz der Geschosse. Das vertikale Tragwerk wird durch zwei innere Ringe mit runden Stützen ergänzt. Eine spätere Aufstockung um bis zu vier Geschosse wurde nicht realisiert. Die Brauerei ist heute Teil von Anheuser-Busch InBev.
Das Landesamt für Denkmalpflege Bremen befand: „Es ging aber auch um eine zeichenhafte, städtebaulich wirksame Architektur.“
Brune entwarf in Bremen u. a. auch die kath. Elisabethkirche in Hastedt, das Bürohaus für Mager und Wedemeyer in Hemelingen und das Eduscho-Haus am Bremer Marktplatz.